# 陈家记
陈家记（1954年8月—），男，广东廉江人，中华人民共和国政治人物。中山大学经济系函授经济管理班毕业，广东省委党校经济管理专业在职研究生学历。

## 生平
1974年12月参加工作。1976年6月加入中国共产党。历任广东省税务局副处长、处长，省地方税务局处长、副局长；中共清远市委副书记、代市长、市长、市委书记、市人大常委会主任等职。2011年11月调任广东省农业厅党组书记兼副厅长。2013年年中，转任广东省人大常务委员会委员、财经委主任委员。
2016年4月8月，陈家记因为涉嫌严重违纪而接受中共广东省纪委调查。2018年7月28日，他因受贿罪被佛山市中级人民法院判囚13年，并处罚金人民币300万元。